# يوف الكبرى
حي شعبي في قلب داكار عاصمة السنغال.

## الجغرافيا
تقع عند خط الطول 17ْ 26َ وخط العرض 14ْ 44َ شمالاً.

## توأمة
ليوف الكبرى اتفاقيات توأمة مع:
- بانجول

## وصلات خارجية
معلومات بالإنكليزية عن بلدية يوف الكبرى